# Nova Scotia Highway 102
De Nova Scotia Highway 102 of Veteran's Memorial Highway is een weg in de Canadese provincie Nova Scotia. De weg loopt van de hoofdstad Halifax naar Truro en is ruim 102 kilometer lang. Bij Truro sluit de weg aan op de Nova Scotia Highway 104, een onderdeel van de Trans-Canada Highway. De Highway 102 loopt parallel aan de oude hoofdweg Trunk 2. De Highway 102 heeft de hoofdverkeersfunctie van deze weg overgenomen.
De gehele Highway 102 is uitgevoerd als autosnelweg met gescheiden rijbanen. Het eerste deel van de weg in Halifax, tussen afrit 0 en afrit 4, wordt ook wel Bicentennial Drive genoemd.
De weg is erkend als een onderdeel van Canada's nationale wegennetwerk.